# CTO
CTO är en engelskspråkig akronym för chief technology officer och chief technical officer, vilket avser en direktör med ansvar för teknik, forskning och produktutveckling. CTO rapporterar direkt till företagets verkställande direktör.